# Estação Ferroviária de Gameleira
A Parada Ferroviária da Gameleira foi um apeadeiro localizado no município de Mogeiro, Paraíba. Inaugurada em março de 1937 e desativada antes da década de 1980.
A referida parada ferroviária integrava o ramal de Campina Grande, que inicialmente partia desde Itabaiana até a cidade de Campina Grande e depois de concluída a ligação entre Sousa-Pombal, Pombal-Patos e Patos-Campina, ligou-se com o Ceará.

## Histórico
Em 1907 foi inaugurado o apeadeiro, integrando o ramal de Campina Grande, que partia da ferrovia da Great Western, que ligava Recife a Natal. O ramal da Paraíba foi prolongado de Sousa até Patos, em 1944 e em 1958, completou a ligação férrea entre o Ceará e a Paraíba ou Pernambuco.
O transporte de passageiros não acontecia na linha desde 1980 e a referida parada deixou de servir ao seu propósito antes de 1980, porém sem conhecimento preciso, ainda pode encontrar resquícios da parada no local, contudo os trens permaneceram trafegando pelo local até por volta de 2010.

## Localização

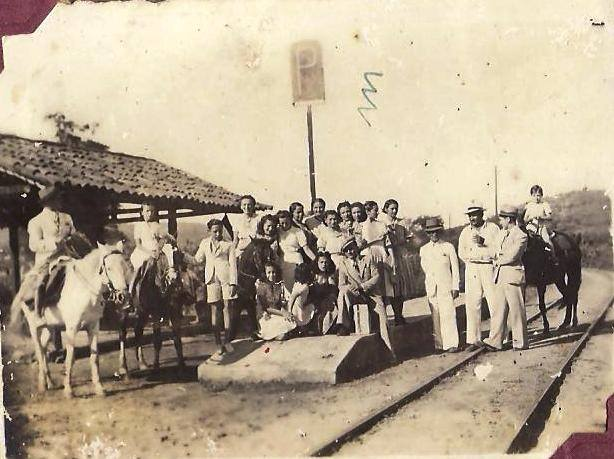
Antiga parada de Gameleira, no Distrito de mesmo nome em 1940. Inaugurada em março de 1937. Autor desconhecido.

Localizava-se próxima a PN (Passagem de Nível), na entrada do povoado de Gameleira, distrito de Mogeiro, próximo ao limite com Ingá, à altura do quilômetro 174 do Ramal de Campina Grande. Tinha como estações próximas a de Ingá e a de Mogeiro.